# Víctor Ibarbo
Segundo Víctor Ibarbo Guerrero, född 19 maj 1990, är en colombiansk fotbollsspelare som spelar för V-Varen Nagasaki.

## Karriär
Den 1 februari 2015 lånades Ibarbo ut av Cagliari till ligarivalen Roma. Roma betalade 2,5 miljoner euro för honom och hade en köpoption efter säsongen på ytterligare 12,5 miljoner euro.